# Onã

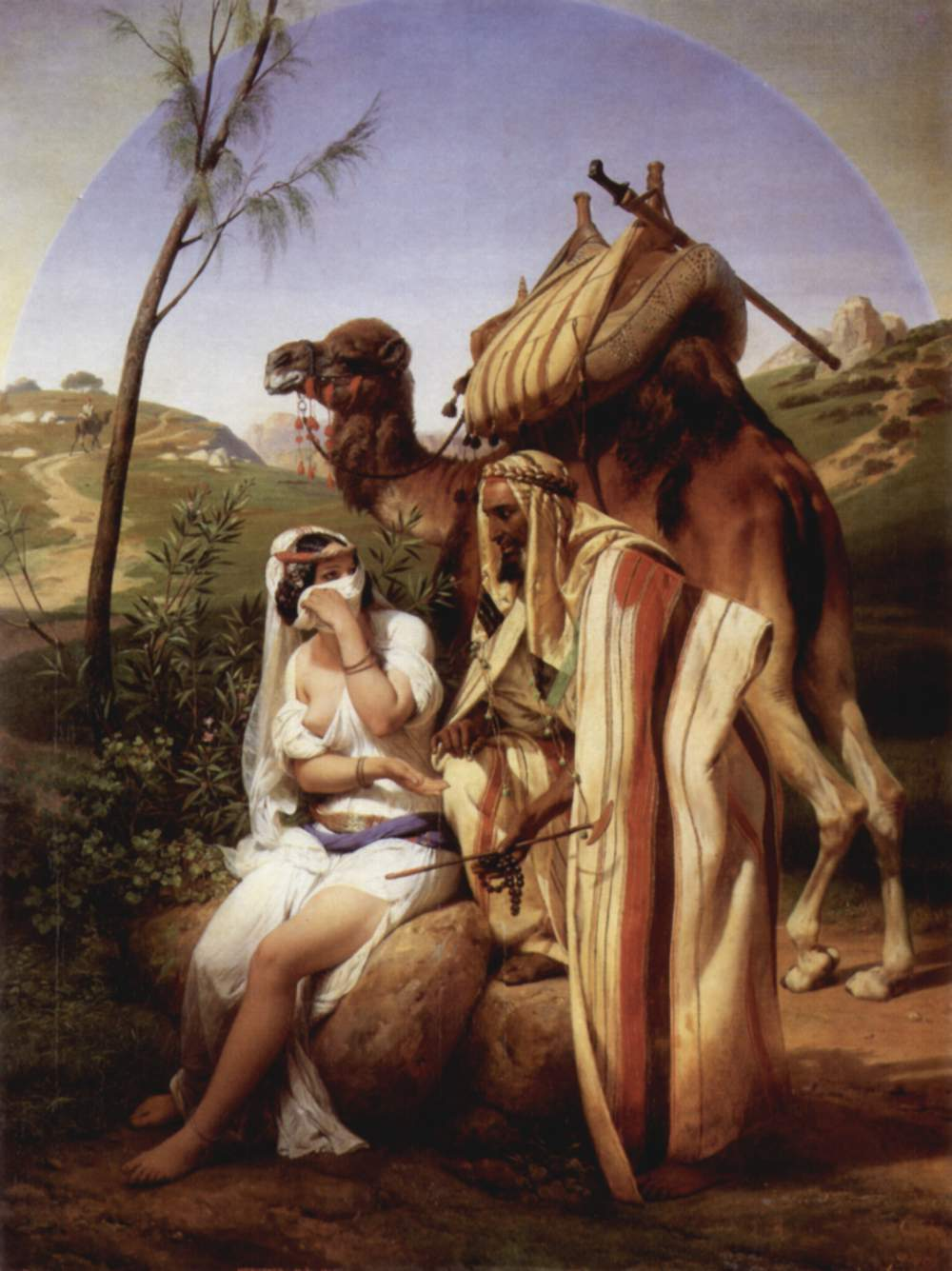
Judá e Tamar, de Horace Vernet.

Onã, ou Onan, (em hebraico: אוֹנָן, romaniz.: ʾŌnan , tiberiano: Ōnān, em grego: Αὐνάν, romaniz.: Aunan) é um personagem bíblico do Antigo Testamento, mencionado no livro de Gênesis (também conhecido como "Bereshit") como o segundo filho de Judá e, portanto, um dos netos do patriarca Jacó.
Er, o primogénito de Judá, segundo a Bíblia, era mau e teria sido executado por Deus por um motivo não mencionado.
Como Er não tinha deixado descêndencia, Judá mandou que Onã, seu segundo filho, realizasse o casamento de cunhado (também chamado de casamento levirato) com Tamar, viúva de Er (Gênesis 38,6-8). Assim, se tivessem um filho, a herança de primogénito lhe pertenceria como herdeiro legal de Er. Porém, se não tivesse um herdeiro, Onã ficaria com a herança de primogénito.
Em Gênesis 38:9 lê-se o versículo completo  "Onã, porém, soube que esta descendência não havia de ser para ele; e aconteceu que, quando possuía a mulher de seu irmão, derramava o sêmen na terra, para não dar descendência a seu irmão." A Igreja Católica interpreta essa passagem como uma proibição de todo tipo de "derramamento de sêmen" não-procriativo, como a masturbação e a contracepção. Outros comentaristas, em geral protestantes, argumentam que a causa porque Deus o matou foi por  "não dar descendência a seu irmão" e não pelo método em si. Católicos contra-argumentam afirmando que a pena para quem se recusasse a gerar filhos para o Levirato era humilhação pública e não morte, motivo pelo qual a outra interpretação seria inconsistente (Deuteronômio 25:9).
Ao ter relações sexuais com Tamar, a Bíblia diz que Onã "desperdiçou o seu esperma na terra" ou seja, não a inseminou, jogando dessa forma fora seu esperma em um coito interrompido, conduta essa que aborreceu ao Deus Jeová, pelo que também tirou sua vida (Génesis 38,9-10).
Outro Onã também citado em Gênesis, foi um chefe horeu, filho de Sobal.